# Herrestad, Vadstena kommun
Herrestad är kyrkbyn i Herrestads socken i Vadstena kommun i Östergötlands län. Den är belägen norr om Tåkern.
I orten ligger Herrestads kyrka.